# Kanton Laloubère
Der Kanton Laloubère war bis 2015 ein französischer Wahlkreis im Arrondissement Tarbes, im Département Hautes-Pyrénées und in der Region Midi-Pyrénées; sein Hauptort war Laloubère. Sein Vertreter im Generalrat des Départements war zuletzt von 2001 bis 2015, wiedergewählt 2008, Gérard Boube.

## Gemeinden
Der Kanton umfasste acht Gemeinden:
| Gemeinde      | Einwohner Jahr | Fläche km² | Bevölkerungsdichte | Postleitzahl | Code INSEE |
| ------------- | -------------- | ---------- | ------------------ | ------------ | ---------- |
| Arcizac-Adour | 514 (2013)     | –          | – Einw./km²        | 65360        | 65019      |
| Hiis          | 236 (2013)     | –          | – Einw./km²        | 65200        | 65221      |
| Horgues       | 1141 (2013)    | –          | – Einw./km²        | 65310        | 65223      |
| Laloubère     | 1944 (2013)    | –          | – Einw./km²        | 65310        | 65251      |
| Momères       | 715 (2013)     | –          | – Einw./km²        | 65360        | 65313      |
| Odos          | 3235 (2013)    | –          | – Einw./km²        | 65310        | 65331      |
| Saint-Martin  | 408 (2013)     | –          | – Einw./km²        | 65360        | 65392      |
| Soues         | 3033 (2013)    | –          | – Einw./km²        | 65430        | 65433      |

## Bevölkerungsentwicklung
| 1962 | 1968 | 1975 | 1982 | 1990  | 1999  | 2006  |
| ---- | ---- | ---- | ---- | ----- | ----- | ----- |
| 4990 | 5678 | 7645 | 9148 | 10134 | 10264 | 10769 |